# 양야오
양야오(중국어 정체자: 楊曜, 병음: Yáng Yào, 1966년 12월 6일 ~ )는 타이완의 정치인으로, 2012년 펑후현 선거구의 입법위원으로 당선된다.